# Suurijärvi (sjö i Kuhmois, Mellersta Finland)
Suurijärvi är en sjö i kommunen Kuhmois i landskapet Mellersta Finland i Finland. Sjön ligger 101,6 meter över havet. Arean är 52 hektar och strandlinjen är 5 kilometer lång. Sjön  ingår i Kymmene älvs huvudavrinningsområde.   Den ligger omkring 74 kilometer söder om Jyväskylä och omkring 160 kilometer norr om Helsingfors. 